# Flux
 For alternative betydninger, se Flux (flertydig). (Se også artikler, som begynder med Flux)
Flux (latin fluxus betyder flydende eller strømmende) er i fysik et mål for en strøm af noget gennem en valgt flade og fladeorientering. Som regel omtales elektrisk strøm, som går i vakuum eller i en leder ikke som flux. Flux blev først brugt af Michael Faraday om magnetisk flux, men bruges i dag mere generelt.
Flux er indenfor fysik to beslægtede abstrakte beskrivelser:
- Flux i betydningen strømning betegner almindeligvis en per tidsenhed flydende mængde gennem et valgt areal/tværsnit. Indenfor studier af transport fænomener (varmetransmission, fluidmekanik) defineres flux som mængden af stof/energi der flyder gennem et enheds areal eller tværsnit pr. tidsenhed.
- Flux (matematisk: Et vektorfelts skalare flux) er defineret som det indre / skalare produkt af en flade og et vektorfelt der forudsættes konstant over denne flade. Er vektorfeltet ikke konstant over fladen, benyttes et integrale. Fladens retning bestemmes af normalvektoren.

Afhængig af betragtningsvinklen kaldes fladeelementets mål for gennemflydning, indstrømning, udflydning og lignende.

## Strøm
Strøm = En mængdes ændring per tid
{\displaystyle Q} betegner her almindeligvis en mængde (latinsk kvantitet), ikke nødvendigvis elektrisk ladning.
{\displaystyle I={\frac {\mathrm {d} Q}{\mathrm {d} t}}}
Beskriver mængden en energi, svarer strømmen til effekt.

## Flux
Flux = Vektorfelt · Flade
Vektorfeltet bliver almindeligvis også betegnet fluxtæthed.
{\displaystyle \Phi ={\vec {F}}\cdot {\vec {A}}}
Differentiel repræsentation:
{\displaystyle \mathrm {d} \Phi ={\vec {F}}\cdot \mathrm {d} {\vec {A}}}
Integral repræsentation:
{\displaystyle \Phi =\int {\vec {F}}\cdot \mathrm {d} {\vec {A}}}
Matematisk formulering som feltstyrke
Et skalart felts vektorflux
{\displaystyle {\vec {\Phi }}=\int F({\vec {r}})\cdot \mathrm {d} {\vec {A}}}
Et vektorfelts skalare flux
{\displaystyle \Phi =\int {\vec {F}}({\vec {r}})\cdot \mathrm {d} {\vec {A}}}
Et vektorfelts vektorflux
{\displaystyle {\vec {\Phi }}=\int {\vec {F}}({\vec {r}})\times \mathrm {d} {\vec {A}}}
| Fysik | Spire Denne artikel om fysik er en spire som bør udbygges. Du er velkommen til at hjælpe Wikipedia ved at udvide den. |